# باتريك أوكونور (منافس ألعاب قوى)
باتريك أوكونور (بالإنجليزية: Patrick O'Connor) هو منافس ألعاب قوى جامايكي، ولد في 17 سبتمبر 1966 في أبرشية سانت كاترين في جامايكا.

## وصلات خارجية
- باتريك أوكونور على موقع الاتحاد الدولي لألعاب القوى (الإنجليزية)
- باتريك أوكونور على موقع أوليمبيديا (الإنجليزية)